# 完整皺葉刺節蜱
完整皺葉刺節蜱（学名：Phyllocoptruta peregi）为節蜱科皺葉刺節蜱屬下的一个种。